# Michael Brandt (Drehbuchautor)
Michael Brandt (* 1. Oktober 1968) ist ein US-amerikanischer Drehbuchautor, Produzent und Regisseur.

## Leben und Karriere
Brandt war Student an der Baylor University in Waco, Texas, an welcher er einen Master of Arts in Kommunikationswissenschaft mit dem Schwerpunkt Film erhielt.  Seine Masterarbeit konzentrierte sich auf die digitale nichtlinearer Videobearbeitung und dessen Auswirkung auf das endgültige Filmprodukt. Während seines Studiums in Baylor lernte Brandt Derek Haas kennen, mit welchem er oft zusammenarbeitete. In den späten 1990er Jahren begannen Brandt und Haas, an Drehbüchern für Fernsehserien zusammenzuarbeiten.
Die erste Produktion von Brandt und Haas, 2 Fast 2 Furious mit Universal Television aus dem Jahr 2003, brachte weltweit über 236 Millionen US-Dollar ein und war der Durchbruch ihrer Karriere. Das Duo schrieb das Remake der Kurzgeschichte Todeszug nach Yuma von Elmore Leonard  mit Russell Crowe und Christian Bale unter der Regie von James Mangold. Yuma wurde im September 2007 an der Abendkasse auf Platz 1 eröffnet und erhielt große Anerkennung. Im Jahr 2009 brachte die Brandt and Haas Comic-Adaption Wanted mit James McAvoy, Morgan Freeman und Angelina Jolie weltweit mehr als 404 Millionen US-Dollar ein.
2011 führte Michael Brandt erstmals Regie in dem Agententhriller The Double – Eiskaltes Duell. Der Film erhielt überwiegend negative Kritiken.
Zuletzt waren Brandt und Haas zusammen mit Dick Wolf die Executive Producer des NBC-Dramas Chicago Fire. Er schrieb auch das Drehbuch und produzierte den Film Overdrive. Brandt hat drei Kinder, Sadie James Brandt, Ruby Katherine Brandt und Decker Harold Brandt.